# Danh sách di sản thế giới tại Pháp
Dưới đây là Danh sách di sản thế giới tại Pháp bao gồm các Di sản thế giới được UNESCO công nhận và di sản dự kiến của quốc gia này. Pháp đã đồng ý với những điều khoản của Công ước liên quan đến Bảo vệ Di sản văn hóa và tự nhiên vào ngày 27 tháng 6 năm 1975, sau đó Pháp có thể đề cử các tài sản văn hóa và tự nhiên trên lãnh thổ của mình (bao gồm cả lãnh thổ hải ngoại) trình UNESCO xét công nhận Di sản thế giới.
Tính đến hết năm 2018, Pháp đã có tổng cộng 43 di sản thế giới được UNESCO công nhận, trong đó có 38 di sản văn hóa, 4 di sản tự nhiên và 1 di sản hỗn hợp (bao gồm cả giá trị văn hóa và tự nhiên). Bốn di sản trong số này là Di sản xuyên quốc gia (chung với một hoặc nhiều quốc gia khác). Di sản đầu tiên được công nhận là vào năm 1979 (5 di sản được công nhận), và di sản mới đây nhất được công nhận là trong năm 2018. Di sản dự kiến tại Pháp hiện nay là 36 di sản.
Danh sách dưới đây bao gồm thuộc tính của di sản, với ba loại thuộc tính có thể có là văn hóa, thiên nhiên và hỗn hợp. Các tiêu chí của một di sản văn hóa là i, ii, iii, iv, v, và vi còn tiêu chí của di sản thiên nhiên là vii, viii, ix và x. Danh sách cũng sẽ mô tả năm công nhận, mở rộng (nếu có), liên kết trên trang chính của UNESCO và những Di sản dự kiến tại Pháp.

## Vị trí
|}

## Danh sách Di sản thế giới
| Số tham chiếu # | Di sản | Ảnh                     | Vùng                                                                                         | Thời kỳ                                 | Thể loại    | Năm công nhận | Mở rộng | Mô tả |        |
| --------------- | --- | ----------------------- | -------------------------------------------------------------------------------------------- | --------------------------------------- | ----------- | ------------- | ------- | --- | ------ |
| 230             | Tu viện Saint-Savin-sur-Gartempe                                                                            |                         | Poitou-Charentes                                                                             | Thế kỷ 9                                | Văn hóa     | 1983          | 2007    | [ 7 ] |        |
| 165             | Đan viện Fontenay                                                                                           |                         | Burgundy                                                                                     | Thế kỷ 12                               | Văn hóa     | 1981          | 2007    | [ 8 ] |        |
| 164             | Di tích và tượng đài La Mã ở Arles                                                                          |                         | Provence-Alpes-Côte d'Azur                                                                   | Từ thế kỷ 1 TCN đến thế kỷ 4; thế kỷ 12 | Văn hóa     | 1981          |         | [ 9 ] |        |
| 84              | Vézelay, Nhà thờ và ngọn đồi                                                                                |                         | Burgundy                                                                                     | Thế kỷ 12                               | Văn hóa     | 1979          | 2007    | [ 10 ] |        |
| 943             | Các tháp chuông của Bỉ và Pháp                                                                              |                         | Nord-Pas-de-Calais, Picardy                                                                  | Từ thế kỷ 13-20                         | Văn hóa     | 1999          | 2005    | Di sản xuyên quốc gia cùng với Bỉ; Mở rộng từ tên cũ Tháp chuông của Flanders và Wallonia |        |
| 1256            | Bordeaux, Cảng Mặt Trăng                                                                                    |                         | Aquitaine                                                                                    | Thế kỷ 18                               | Văn hóa     | 2007          |         | [ 12 ] |        |
| 770             | Kênh đào Midi                                                                                               |                         | Languedoc-Roussillon, Midi-Pyrénées                                                          | Thế kỷ 17                               | Văn hóa     | 1996          |         | [ 13 ] |        |
| 162             | Nhà thờ chính tòa Đức Bà Amiens                                                                             |                         | Picardy                                                                                      | Thế kỷ 13                               | Văn hóa     | 1981          |         | [ 14 ] |        |
| 635             | Nhà thờ Saint-Étienne của Bourges                                                                           |                         | Centre-Val de Loire                                                                          | Thế kỷ 13                               | Văn hóa     | 1992          |         | [ 15 ] |        |
| 81              | Nhà thờ chính tòa Đức Bà Chartres                                                                           |                         | Centre-Val de Loire                                                                          | Thế kỷ 13                               | Văn hóa     | 1979          |         | [ 16 ] |        |
| 601             | Nhà thờ chính tòa Đức Bà Reims, Tu viện cũ của Saint-Remi, và Cung điện Tau, Reims                          |                         | Champagne-Ardenne                                                                            | Thế kỷ 13 đến 16                        | Văn hóa     | 1991          | -       | [ 17 ] |        |
| 1153            | Causses và Cévennes, Cảnh quan văn hóa Nông-mục Địa Trung Hải                                               |                         | Midi-Pyrénées, Languedoc-Roussillon                                                          |                                         | Văn hóa     | 2011          |         | [ 18 ] |        |
| 228             | Trung tâm lịch sử của Avignon: Cung điện của Giáo hoàng (Avignon), Tòa nhà Hội đồng giám mục và Cầu Avignon |                         | Provence-Alpes-Côte d'Azur                                                                   | Thế kỷ 12 đến 16                        | Văn hóa     | 1995          | -       | Cung điện của Giáo hoàng (Avignon) mang kiến trúc Gothic, Tòa nhà Hội đồng giám mục và 4 nhịp còn lại của Cầu Avignon. |        |
| 868             | Đường hành hương Santiago de Compostela ở Pháp                                                              |                         |                                                                                              |                                         | Văn hóa     | 1998          |         | Bao gồm nhiều địa điểm và các con đường khác nhau. |        |
| 1337            | Giám mục thành phố Albi                                                                                     |                         | Midi-Pyrénées                                                                                |                                         | Văn hóa     | 2010          |         | [ 21 ] |        |
| 203             | Từ Xưởng muối Lớn tại Salins-les-Bains tới Xưởng muối Hoàng gia Arc-et-Senans                               |                         | Franche-Comté                                                                                | Thế kỷ 18                               | Văn hóa     | 1982          | 2009    | [ 22 ] |        |
| 1283            | Các pháo đài do Vauban thiết kế tại Pháp                                                                    |                         | Diverse                                                                                      | Thế kỷ 17                               | Văn hóa     | 2008          |         | [ 23 ] |        |
| 932             | Vùng trồng nho của Saint-Émilion                                                                            |                         | Aquitaine                                                                                    |                                         | Văn hóa     | 1999          |         | [ 24 ] |        |
| 1181            | Le Havre, thành phố được xây dựng bởi Auguste Perret                                                        |                         | Haute-Normandie                                                                              | Thế kỷ 20                               | Văn hóa     | 2005          |         | Được xây dựng từ năm 1945–1964 bởi Auguste Perret |        |
| 80              | Tu viện Mont Saint-Michel và Vịnh của nó                                                                    |                         | Basse-Normandie                                                                              |                                         | Văn hóa     | 1979          | 2007    | [ 26 ] |        |
| 160             | Cung điện và Công viên Fontainebleau                                                                        |                         | Île-de-France                                                                                |                                         | Văn hóa     | 1981          |         | [ 27 ] |        |
| 83              | Cung điện và Công viên Versailles                                                                           |                         | Île-de-France                                                                                |                                         | Văn hóa     | 1979          | 2007    | [ 28 ] |        |
| 600             | Paris, Ven sông Seine                                                                                       |                         | Île-de-France                                                                                |                                         | Văn hóa     | 1991          |         | [ 29 ] |        |
| 229             | Quảng trường Stanislas, Quảng trường Carrière, và Quảng trường Alliance tại Nancy                           |                         | Lorraine                                                                                     | Thế kỷ 18                               | Văn hóa     | 1983          |         | [ 30 ] |        |
| 334             | Pont du Gard (Cầu máng nước La Mã)                                                                          |                         | Languedoc-Roussillon                                                                         | Thế kỷ 1 TCN                            | Văn hóa     | 1985          | 2007    | [ 31 ] |        |
| 873             | Provins, Thành phố hội chợ thời Trung cổ                                                                    |                         | Île-de-France                                                                                |                                         | Văn hóa     | 2001          |         | [ 32 ] |        |
| 872             | Địa điểm lịch sử của Lyon                                                                                   |                         | Rhône-Alpes                                                                                  |                                         | Văn hóa     | 1998          | -       | [ 33 ] |        |
| 1363            | Nhà sàn thời tiền sử xung quanh dãy núi Anpơ                                                                |                         | Franche-Comté, Rhône-Alpes                                                                   | 5000–500 TCN                            | Văn hóa     | 2011          |         | Một loạt các cọc móng nhà và nhà sàn thời tiền sử xung quanh dãy Anpơ. Đây là một Di sản xuyên quốc gia cùng với Áo, Đức, Ý, Slovenia, Thụy Sĩ, trong đó có 11 trên tổng số 111 địa điểm được công nhận Di sản thế giới nằm tại Pháp. |        |
| 85              | Các Di chỉ thời tiền sử trong hang động Lascaux trong thung lũng Vézère                                     |                         | Aquitaine                                                                                    |                                         | Văn hóa     | 1979          |         | [ 35 ] |        |
| 495             | Strasbourg – Đảo Lớn                                                                                        |                         | Alsace                                                                                       |                                         | Văn hóa     | 1988          |         | [ 36 ] |        |
| 163             | Nhà hát La Mã và khu vực xung quanh nó cùng "Khải hoàn môn" của Orange                                      |                         | Provence-Alpes-Côte d'Azur                                                                   |                                         | Văn hóa     | 1981          | 2007    | [ 37 ] |        |
| 933             | Thung lũng Loire giữa Sully-sur-Loire và Chalonnes                                                          |                         | Centre-Val de Loire, Pays de la Loire                                                        |                                         | Văn hóa     | 2000          |         | [ 38 ] |        |
| 345             | Thành cổ Lịch sử Carcassonne                                                                                |                         | Languedoc-Roussillon                                                                         |                                         |             | Văn hóa       | 1997    | - | [ 39 ] |
| 258             | Vịnh Porto: Vũng đá Piana, vịnh Girolata, Scandola                                                          |                         | Corse                                                                                        | N/A                                     | Thiên nhiên | 1983          |         | [ 40 ] |        |
| 1115            | Đầm phá của New Caledonia: Sự đa dạng của san hô và liên kết hệ sinh thái                                   |                         | New Caledonia                                                                                | N/A                                     | Thiên nhiên | 2008          |         | Sự đa dạng của các hệ sinh thái ở Rạn san hô New Caledonia |        |
| 1317            | Pitons, Cirques và Remparts của Đảo Réunion                                                                 |                         | Réunion                                                                                      | N/A                                     | Thiên nhiên | 2010          |         | [ 42 ] |        |
| 773             | Pyrénées – Mont Perdu                                                                                       |                         | Midi-Pyrénées                                                                                | N/A                                     | Hỗn hợp     | 1997          | 1999    | Di sản xuyên quốc gia, cùng với Tây Ban Nha. |        |
| 1360            | Vùng mỏ Nord - Pas de Calais                                                                                |                         | Nord-Pas de Calais                                                                           | Thế kỷ 18 đến 20                        | Văn hóa     | 2012          |         | Cảnh quan đáng chú ý về công nghiệp khai thác than hình thành qua 3 thế kỷ. |        |
| 1426            | Các hình vẽ trang trí trong hang động của Pont d'Arc, được biết đến là Hang Chauvet-Pont d'Arc, Ardèche     |                         | Ardèche                                                                                      | 30.000–28.000 TCN                       | Văn hóa     | 2014          |         | Hang động nổi tiếng như là một trong những địa điểm khảo cổ sớm và được bảo tồn tốt nhất về những hình vẽ tượng hình trên thế giới. |        |
| 1425            | Khí hậu và lãnh thổ Burgundy                                                                                |                         | Burgundy                                                                                     | Thời Trung cổ đến nay                   | Văn hóa     | 2015          |         | Một ví dụ nổi bật của nghề trồng nho và sản xuất rượu vang phát triển từ thời Trung cổ. |        |
| 1465            | Sườn đồi, nhà và hầm rượu Champagne                                                                         |                         | Champagne-Ardenne                                                                            | Thế kỷ 17 đến nay                       | Văn hóa     | 2015          |         | Đây là những Di sản biểu hiện cho phương pháp sản xuất rượu vang phát triển rực rỡ. |        |
| 1321            | Tác phẩm kiến trúc của Le Corbusier, một đóng góp nổi bật cho Phong trào kiến trúc hiện đại                 | Tập tin:VillaSavoye.jpg | Rhône-Alpes, Provence-Alpes-Côte d'Azur, Franche-Comté, Lorraine, Île-de-France và Aquitaine | Thế kỷ 20                               | Văn hóa     | 2016          |         | Di sản văn hóa xuyên quốc gia cùng với Argentina, Bỉ, Đức, Thụy Sĩ, Ấn Độ và Nhật Bản. Chúng bao gồm 17 công trình kiến trúc được thiết kế bởi Le Corbusier, đại diện cho Phong trào kiến trúc hiện đại. Tại Pháp có 11 công trình bao gồm: Villa La Roche, Quartiers Modernes Fruges, Villa Jeanneret, Villa Savoye, Immeuble Molitor, Usine Claude et Duval, Chung cư Unité, Nhà nguyện Notre Dame du Haut, Trại hè Cabanon, Sainte Marie de La Tourette và Nhà văn hóa Firminy-Vert.                                                                             |        |
| 1528            | Taputapuatea                                                                                                |                         | Polynésie thuộc Pháp                                                                         | Thế kỷ 10                               | Văn hóa     | 2017          |         | Một trung tâm chính trị, nghi thức và tang lễ của người Polynesia. |        |
| 1434            | Khu vực kiến tạo Chaîne des Puys-Limagne                                                                    |                         | Khối núi Trung tâm, Auvergne-Rhône-Alpes                                                     | 35 triệu năm trước                      | Thiên nhiên | 2018          |         | Nằm ở trung tâm của nước Pháp, địa điểm này bao gồm kiến tạo Limagne, sự sắp xếp của các ngọn núi lửa của Chaîne des Puys và khu vực khối núi Montagne de la Serre. Nó là một phân đoạn tượng trưng của đới tách giãn Tây Âu, được hình thành sau sự hình thành của dãy núi Alps, 35 triệu năm trước. Các đặc điểm địa chất của khu vực chứng minh làm thế nào lớp vỏ lục địa nứt, cho phép magma phun trào và sự nâng lên của bề mặt Trái đất. Tài sản là một minh họa đặc biệt của sự phá vỡ lục địa, rạn nứt là một trong năm giai đoạn chính của kiến tạo mảng. |        |

## Danh sách Di sản dự kiến
Dưới đây là danh sách di sản dự kiến cùng với năm đề cử. Tên địa điểm với mục đích tham khảo và chưa phải là tên cuối cùng được công bố. Đây mới chỉ là các di sản kiến nghị trình UNESCO công nhận là Di sản thế giới.
- Những di chỉ cự thạch ở Carnac (1996)
- Vương cung thánh đường Thánh Denis (1996)
- Rouen: Đô thị của Gỗ khung, Nhà thờ Rouen, Thánh Ouen và Saint-Maclou (1996)
- Lâu đài Vaux-le-Vicomte (1996)
- Các tuyến phòng thủ tại khu vực các quốc gia thấp ở Bắc Tây Âu. (1996)
- Rừng Fontainebleau (1996)
- Núi Sainte-Victoire và các địa điểm vẽ tranh của Paul Cézanne (1996)
- Quần thể các hang động ngưng kết ở miền Nam nước Pháp (2000)
- Vườn quốc gia Vanoise (2000)
- Khối núi Mont Blanc (2000)
- Vùng đầm phá Camargue (2002)
- Bonifacio (2002)
- Vườn quốc gia Écrins (2002)
- Vườn quốc gia Port-Cros (2002)
- Đầm lầy muối Guerande (2002)
- Khu vực bờ biển Địa Trung Hải bên dãy Pyrénées (2002)
- Vịnh Marseille (2002)
- Các thành phố cổ Narbonnaise và khu vực xung quanh: Nîmes, Arles, Glanum, cầu máng nước, Via Domitia (2002)
- Tuyến đường sắt Cerdagne (Ligne de Cerdagne) (2002)
- Trung tâm nghiên cứu Hàng không Vũ trụ Quốc gia ONERA ở Meudon (2002)
- Hangar Y (2002)
- Nhà máy sản xuất Socola Menier tại Noisiel (2002)
- Ngọn hải đăng Cordouan (2002)
- Trung tâm lịch sử của Sarlat-la-Canéda (2002)
- Kho vũ khí Rochefort và các công sự bên cửa sông Charente (2002)
- Các kiến trúc nghệ thuật và các đô thị của Le Corbusier (2006)
- Quần đảo Marquises (2010)
- Tapu-Tapu-ATEA / Te Po, địa điểm thiêng liêng của thung lũng O-po-ä (2010)
- Nîmes, từ quá khứ cho đến hiện tại (2012)
- Khu vực xuyên quốc gia Alpes maritimes-Mercantour (2013)
- Khu vực Hoàng gia tại Metz (2014)
- Các bãi biển đổ bộ Normandy năm 1944 (2014)
- khu vực núi lửa và rừng Martinique (2014)
- Các nghĩa trang và đài kỷ niệm Thế chiến thứ II (Mặt trận phía Tây) (2014)
- Các thị trấn nghỉ dưỡng (Great Spas) của châu Âu (2014)
- Đảo lớn ở Neustadt, một khung cảnh đô thị của châu Âu (2015)